# 西公州ジャンクション
西公州ジャンクション（ソゴンジュジャンクション）は忠清南道公州市にある唐津-尚州高速道路と舒川-公州高速道路を結ぶジャンクションである。

## 接続する路線

### 唐津・尚州方面
- 唐津-尚州高速道路（8番）

### 舒川方面
- 舒川-公州高速道路（7番）

## 隣
唐津-尚州高速道路
麻谷寺IC - 西公州JCT - 公州JCT
舒川-公州高速道路
西公州IC - 唐津JCT